# Municipio Bolívar
Das Municipio Bolívar ist ein Verwaltungsbezirk im Departamento Cochabamba im südamerikanischen Anden-Staat Bolivien.

## Lage im Nahraum
Das Municipio Bolívar ist einziges Municipio der Provinz Bolívar. Es grenzt im Westen an das Departamento Oruro, im Süden und Südosten an das Departamento Potosí und im Norden an die Provinz Arque.
Der zentrale Ort und größte Siedlung im Municipio ist Bolívar mit 484 Einwohnern im östlichen Teil des Municipios. (Volkszählung 2012)

## Geographie
Das Municipio Bolívar liegt östlich des bolivianischen Altiplano im nördlichen Teil der bolivianischen Cordillera Central. Das Klima ist ein typisches Tageszeitenklima, bei dem die täglichen Temperaturschwankungen stärker ausfallen als die jahreszeitlichen Schwankungen.
Der Jahresniederschlag beträgt etwa 550 mm (siehe Klimadiagramm Sacaca), bei einer deutlichen Trockenzeit von April bis Oktober mit weniger als 20 mm Monatsniederschlag, und einer kurzen Feuchtezeit im Januar und Februar mit Niederschlägen deutlich über 100 mm. Die mittlere Durchschnittstemperatur der Region liegt bei 9,5 °C und schwankt nur unwesentlich zwischen 5 °C im Juni/Juli und 12 °C im November/Dezember.

## Bevölkerung
Die Einwohnerzahl hat sich zwischen 1992 und 2024 nur wenig verändert:
| Jahr | Einwohner | Quelle       |
| ---- | --------- | ------------ |
| 1992 | 7081      | Volkszählung |
| 2001 | 8635      | Volkszählung |
| 2012 | 7279      | Volkszählung |
| 2024 | 8197      | Volkszählung |

Die Bevölkerungsdichte des Municipios bei der letzten Volkszählung von 2024 betrug 11,7 Einwohner/km², der Anteil der städtischen Bevölkerung war 0 Prozent, die Lebenserwartung der Neugeborenen lag im Jahr 2001 bei 48,7 Jahren.
Der Alphabetisierungsgrad bei den über 19-Jährigen beträgt 60,2 Prozent, und zwar 81,7 Prozent bei Männern und 39,9 Prozent bei Frauen (2001).

## Politik
Ergebnis der Regionalwahlen (concejales del municipio) vom 4. April 2010:
| Wahlberechtigte |  | Stimmen | gültig |  | MAS-IPSP | POKUY  |
| --------------- |  | ------- | ------ |  | -------- | ------ |
| 3.794           |  | 3.338   | 2.419  |  | 1.726    | 693    |
|                 |  | 88,0 %  | 72,5 % |  | 71,4 %   | 28,6 % |

Ergebnis der Regionalwahlen (elecciones de autoridades políticas) vom 7. März 2021:
| Wahl- berechtigte |  | Wahl- beteiligung | gültige Stimmen |  | MAS-IPSP | SOMOS  | SÚMATE | MTS    | PAN-BOL | FPV    |
| ----------------- |  | ----------------- | --------------- |  | -------- | ------ | ------ | ------ | ------- | ------ |
| 3.910             |  | 3.305             | 2.579           |  | 2.267    | 86     | 64     | 41     | 36      | 29     |
|                   |  | 84,53 %           | 78,03 %         |  | 87,90 %  | 3,33 % | 2,48 % | 1,59 % | 1,40 %  | 1,12 % |

## Gliederung
Das Municipio untergliederte sich bei der letzten Volkszählung von 2012 in die folgenden neun Kantone (cantones):
- 03-1501-01 Kanton Bolívar – 11 Ortschaften – 1.576 Einwohner (2001: 3.437 Einwohner)
- 03-1501-02 Kanton Carpani – 22 Ortschaften – 852 Einwohner (2001: 620 Einwohner)
- 03-1501-03 Kanton Comuna – 2 Ortschaften – 220 Einwohner (2001: 954 Einwohner)
- 03-1501-04 Kanton Coyuna – 8 Ortschaften – 507 Einwohner (2001: 60 Einwohner)
- 03-1501-05 Kanton Challoma – 6 Ortschaften – 399 Einwohner (2001: 242 Einwohner)
- 03-1501-06 Kanton Jorenko – 6 Ortschaften – 491 Einwohner (2001: 665 Einwohner)
- 03-1501-07 Kanton Vilacayma – 17 Ortschaften – 832 Einwohner (2001: 541 Einwohner)
- 03-1501-08 Kanton Villa Victoria – 9 Ortschaften – 983 Einwohner (2001: 904 Einwohner)
- 03-1501-09 Kanton Yarbicoya – 13 Ortschaften – 1.419 Einwohner (2001: 1.181 Einwohner)

## Ortschaften im Municipio Bolívar
- Kanton Bolívar
  - Bolívar 484 Einw.